# إيبرو شاهين
إيبرو شاهين (بالتركية: Ebru Şahin) هي ممثلة تركية، ولدت في 18 مايو 1994 في إسطنبول في تركيا.عرفت في العالم العربى بدور ريان في مسلسل زهرة الثالوث بجانب الممثل اكين ويعتبر من أبرز الأعمال لكلا الممثلين

## وصلات خارجية
- إيبرو شاهين على موقع IMDb (الإنجليزية)
- إيبرو شاهين على موقع روتن توميتوز (الإنجليزية)
- إيبرو شاهين على موقع ألو سيني (الفرنسية)
- إيبرو شاهين على موقع قاعدة بيانات الفيلم (الإنجليزية)